# Geografie Vatikánu

Mapa Vatikánu

Geografie Vatikánu je jedinečná díky tomu, že země je ve své podstatě městskou, vnitrozemskou enklávou v Římě v Itálii. S rozlohou 0,49 km² (49 ha; 120 akrů) a hranicí s Itálií o délce 3,5 km je nejmenším nezávislým státem na světě. Třináct budov v Římě a Castel Gandolfo (letní sídlo papeže) má extrateritoriální práva (jedna budova, Audienční síň Pavla VI., stojí na hranici, ale její italská část má extrateritoriální práva). Země nemá téměř žádné přírodní zdroje a nehrozí zde žádné přírodní katastrofy kromě těch, která postihují Řím obecně, jako jsou zemětřesení.

## Podnebí
Vatikán má stejné podnebí jako Řím; mírné, deštivé zimy (září až polovina května) a horká, suchá léta (květen až září).

## Terén

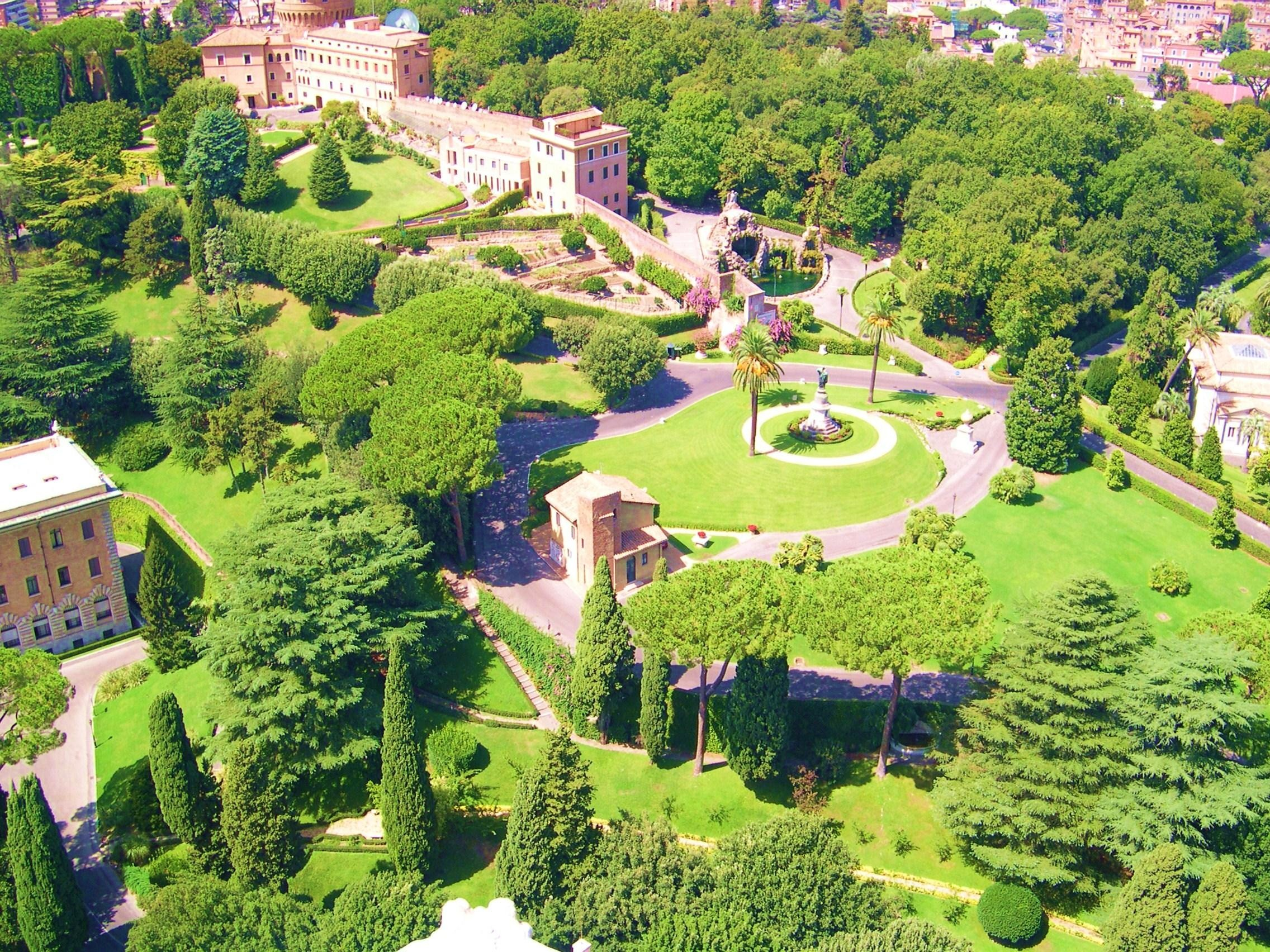
Pohled na Vatikánské zahrady

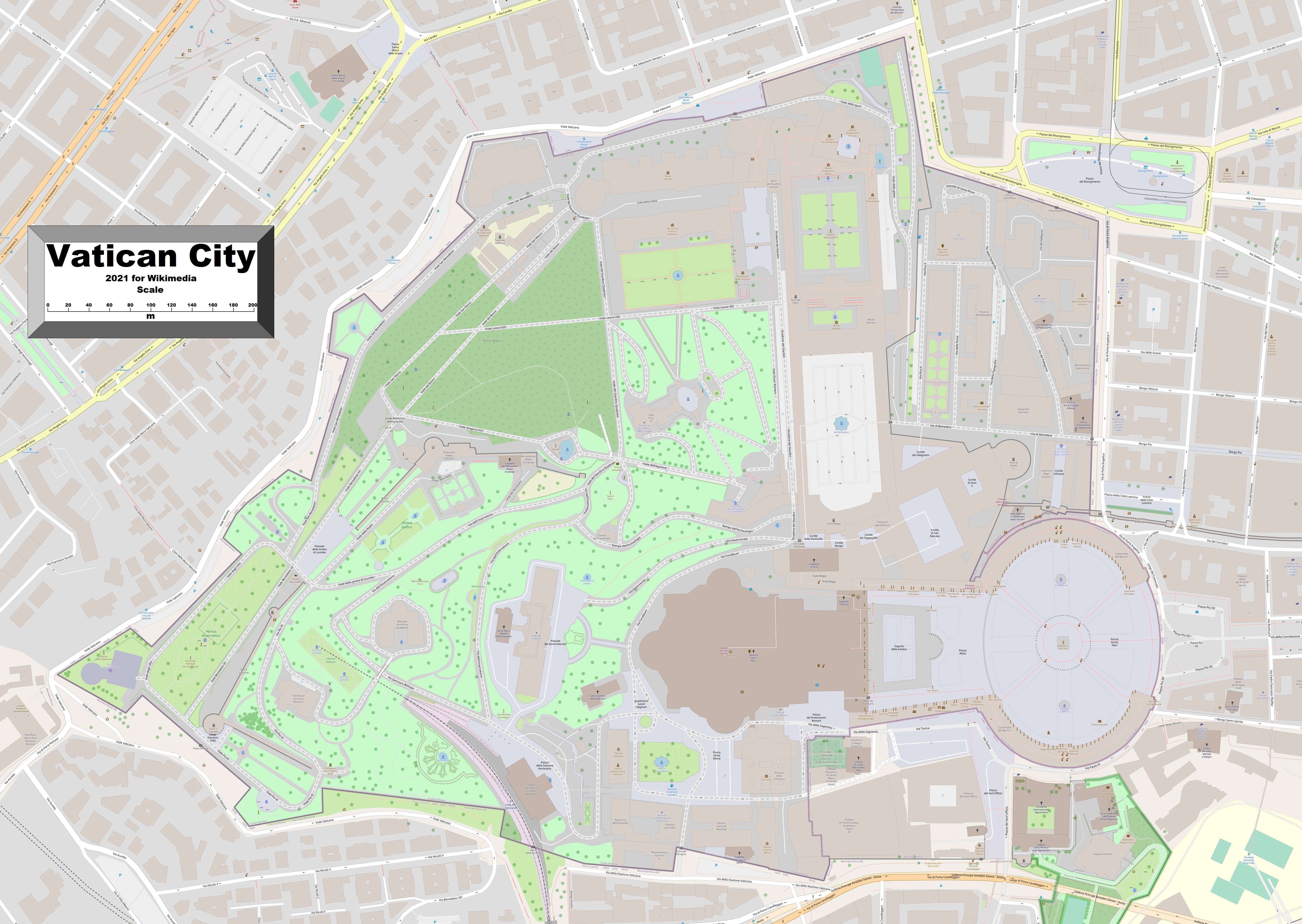
Zvětšitelná, podrobná mapa Vatikánu

Vatikán leží na nízkém pahorku. Tento pahorek se nazýval Vatikánský pahorek (latinsky Mons Vaticanus) dávno před tím, než vzniklo křesťanství. V oblasti obecně známé starověkými Římany jako „vatikánské území“ (vaticanus ager) mohla existovat etruská osada, možná nazvaná Vatica nebo Vaticum, ale nebyly po ní objeveny žádné archeologické pozůstatky.

## Krajní body
Toto je seznam krajních bodů Vatikánu; nejsevernějšího, nejjižnějšího, nejzápadnějšího a nejvýchodnějšího bodu, stejně jako nejvyššího a nejnižšího bodu.
- Severní: na křižovatce ulic Viale Vaticano a Via Leone IV (41°54′27″ s. š., 12°27′19″ v. d.)
- Jižní: na křižovatce Via della Stazione Vaticana a Via di Porta Cavalleggeri (41°54′ s. š., 12°27′16″ v. d.)
- Západní: na křižovatce ulic Viale Vaticano a Via Aurelia (41°54′7″ s. š., 12°26′45″ v. d.)
- Východní: nejvýchodnější okraj Svatopetrského náměstí (41°54′8″ s. š., 12°27′30″ v. d.)

Nejnižší bod ve Vatikánu je nepojmenované místo ve výšce 19 metrů. Nejvyšší bod je další nepojmenované místo ve výšce 76 metrů. Nejvyšší budovou je bazilika svatého Petra, která na výšku měří 138 metrů.

## Využití půdy
Vatikán je městským státem a žádný z pozemků není vyhrazen pro významnou zemědělskou činnost nebo jiné využívání přírodních zdrojů. Městská zástavba (tj. budovy) je optimalizována tak, aby zabírala zhruba polovinu celkové plochy. Na území Vatikánu se nachází železniční trať a vlakové nádraží, heliport, pošta, rozhlasová stanice (s extrateritoriálními anténami v Itálii), vojenské kasárny, vládní paláce a úřady, veřejné náměstí, část audienční síně, stará obranná zeď označující hranici, instituce vyššího vzdělávání a kulturní/umělecká centra.

## Životní prostředí
V červenci 2007 Vatikán přijal nabídku, díky níž by se stal jediným uhlíkově neutrálním státem pro daný rok. Měl být vysazen les, který měl být dimenzován tak, aby kompenzoval roční emise oxidu uhličitého. V rámci projektu však nebyly vysazeny žádné stromy a uhlíkové kompenzace se neprojevily.

### Mezinárodní dohody
- Strana: Ochrana ozónové vrstvy
- Podepsáno, ale neratifikováno: Znečištění ovzduší, úprava životního prostředí